# Écriture dans le ciel

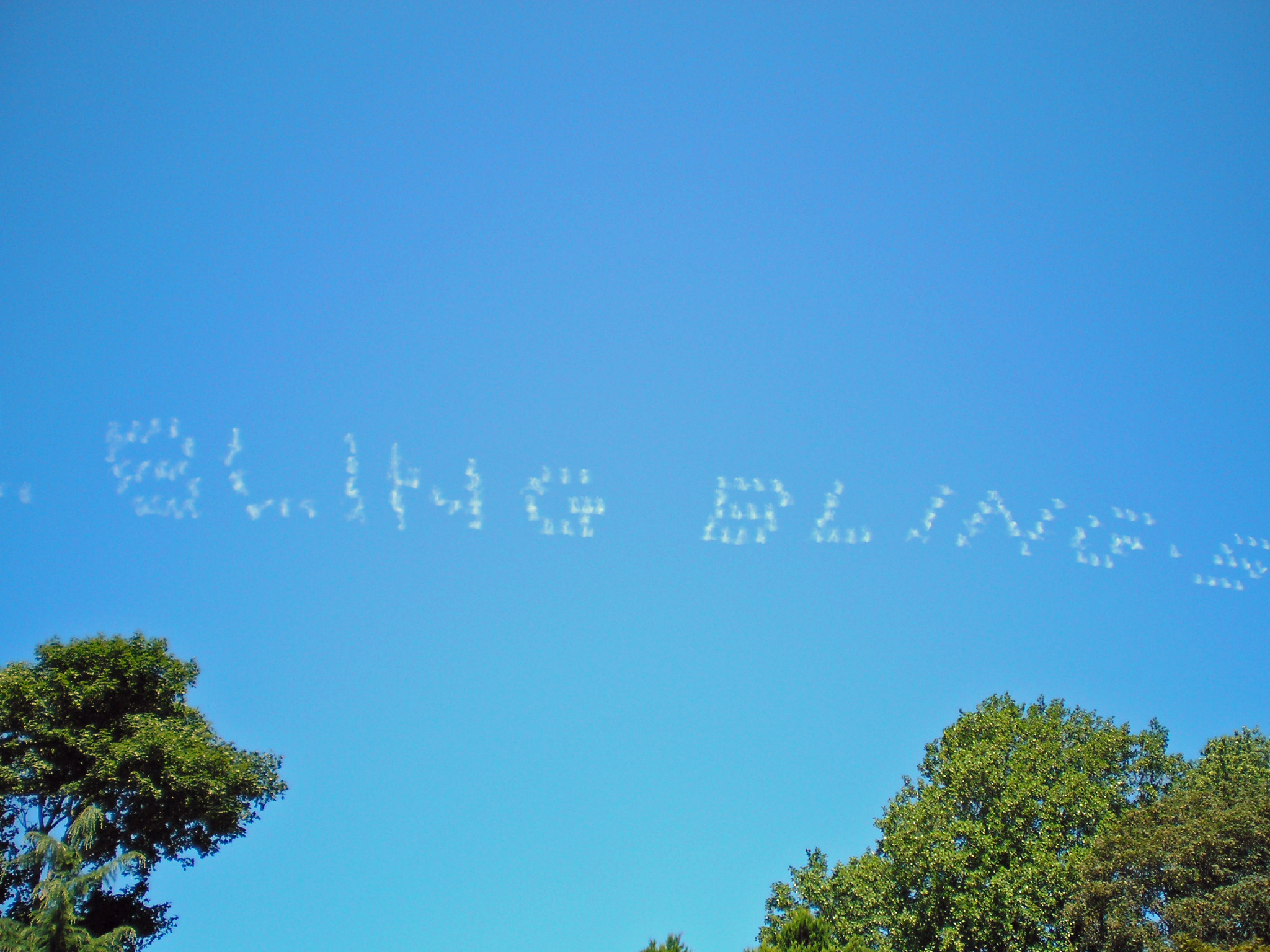
Bling bling au-dessus du hameau de Bridgehampton dans l'État de New York en août 2006.

Une écriture dans le ciel est un texte écrit dans le ciel et visible depuis le sol. C'est habituellement fait en utilisant un petit avion qui est capable de relâcher une fumée spéciale lorsqu'il vole, ou plusieurs avions simultanément,.
Pour ce faire, le ou les pilotes contrôlent simultanément l'émission de fumée et les mouvements de l'appareil. Il existe des appareils assistés par ordinateur qui libèrent la fumée de façon automatisée.
Cette activité ne peut se pratiquer que par des conditions météorologiques ensolleillées et sans vent, autrement les lettres ne restent pas en place ou ne sont pas visibles.

## Composition de la fumée
Il existe plusieurs composants qui peuvent être utilisés : traditionnellement, de la paraffine chauffée est mélangée aux gazs d'échappement, mais un mélange biodégradable à base d'huile minérale vaporisée peut aussi être utilisé.

## Histoire
L'histoire de la pratique de l'écriture dans le ciel remonte au pilote Andy Stinis, qui en 1932 faisait la promotion de la marque Pepsi par cette méthode.

## Utilisation
Le fait d'écrire dans le ciel peut être utilisé à des fins commerciales, mais cela coût bien plus cher qu'une simple banderole.
Cela peut aussi servir à faire passer des messages politiques : ces messages, difficiles à cacher, peuvent être vus par des millions de personnes et sont ensuite souvent repris par les médias locaux,.

## Royaume-Uni
Au Royaume-Uni, l'écriture dans le ciel a été interdite à partir de 1960 pour des raisons de sécurité, mais également pour éviter une propagande communiste en cas de guerre,. Après avoir consulté la population à ce sujet en 2020, cette pratique redevient légale.